# George Senesky
George Lawrence Senesky (Mahanoy City, 4 aprile 1922 – Cape May Court House, 25 giugno 2001) è stato un cestista e allenatore di pallacanestro statunitense, professionista nella ABL, nella BAA e nella NBA.

## Palmarès

### Giocatore
- Campione BAA (1947)

### Allenatore
- Campionato NBA: 1

Philadelphia Warriors: 1956
- Allenatore all'NBA All-Star Game (1956)